# Meglena Pługcziewa
Meglena Iwanowa Pługcziewa-Aleksandrowa, bułg. Меглена Иванова Плугчиева-Александрова (ur. 12 lutego 1956 w Bałcziku) – bułgarska polityk, urzędniczka i dyplomata, deputowana do Zgromadzenia Narodowego 37., 38. i 41. kadencji, wiceminister rolnictwa i leśnictwa (2001–2004), wicepremier w gabinecie Sergeja Staniszewa (2008–2009).

## Życiorys
Absolwentka szkoły średniej w Warnie (1974). W 1979 ukończyła studia z leśnictwa i ekologii na Uniwersytecie Leśniczym w Sofii. W 1989 doktoryzowała się w zakresie nauk rolniczych. Kształciła się również w instytucjach badawczych zajmujących się leśnictwem w Getyndze i Fryburgu Bryzgowijskim. Pracowała w administracji leśnej, m.in. jako wicedyrektor regionalnej dyrekcji lasów państwowych w Warnie. W pierwszej połowie lat 90. kierowała departamentem do spraw współpracy z zagranicą w rządowym komitecie leśnictwa.
Działaczka Bułgarskiej Partii Socjalistycznej. Sprawowała mandat posłanki do Zgromadzenia Narodowego 38. i 39. kadencji. Od września 2001 do listopada 2004 w okresie rządu Symeona Sakskoburggotskiego była wiceministrem rolnictwa i leśnictwa. Następnie do 2008 sprawowała urząd ambasadora w Niemczech. Od maja 2008 do lipca 2009 była wicepremierem w gabinecie kierowanym przez Sergeja Staniszewa. W wyborach parlamentarnych w 2009 została wybrana do Zgromadzenia Narodowego 41. kadencji, startując z ramienia Koalicji dla Bułgarii.
W 2012 odeszła z parlamentu w związku z nominacją na ambasadora w Szwajcarii. Funkcję tę pełniła do 2018, była akredytowana również w Liechtensteinie. W 2019 objęła stanowisko ambasadora w Czarnogórze, została odwołana z niego w 2022.
Odznaczona m.in. Wielkim Krzyżem Zasługi z Gwiazdą Orderu Zasługi Republiki Federalnej Niemiec (2008).